# بانک مسعد
بانک مسعد (عبری: בנק מסד‎) شرکت خدمات مالی و بانکداری اسرائیلی است، که در سال ۱۹۲۹ تأسیس شد.